# Luis Pérez Figueroa
Luis Pérez Figueroa (Salvatierra, Guanajuato; 22 de marzo de 1833-23 de mayo de 1903) fue un militar mexicano.

## Biografía
El 18 de octubre de 1866 combatió con su brigada a los imperialistas en la batalla de la Carbonera estando al mando de Porfirio Díaz logrando el triunfo.
En 1866, se le confiere la Banda de General de Brigada y un año después la Banda de Divisorio. Combatió con éxito en la tierra de Teotitlán y Tuxtepec. 
Murió el 23 de mayo de 1903. 
En honor a su memoria, el Gobierno del Estado de Oaxaca dio su apellido en octubre de 1904 al pueblo de Acatlán, del distrito de Tuxtepec, región donde operó militarmente.